# Arhopala aenigma
Arhopala aenigma is een vlinder uit de familie van de Lycaenidae. De wetenschappelijke naam van de soort is voor het eerst geldig gepubliceerd in 1972 door Eliot.